# Migrationsrate
Die Migrationsrate beschreibt die Ein- oder Auswanderung der Bevölkerung eines Landes. Sie wird in Migranten je 1.000 Einwohner und Jahr oder in Prozent je Migrationsintervall angegeben. Ein Überschuss an Einwanderung wird dabei als positive Zahl, ein Auswanderungsüberschuss als negative Zahl dargestellt. 
Die Migrationsrate ist Bestandteil der demografischen Gleichung, die zur Untersuchung der Bevölkerungsentwicklung neben verschiedenen anderen, statistischen Kennziffern wie Geburtenrate, Fruchtbarkeitsrate, Sterberate,  Lebenserwartung, verwendet wird.
Die Migrationsrate ist auch Indiz für die soziale Lage eines Landes. Hunger, Dürre, Arbeitslosigkeit und Krieg führen in der Regel zu Abwanderung, während sozialer Wohlstand, Arbeitskräftemangel und politische Stabilität Gründe für Zuwanderung sein können (siehe auch: Push-Pull-Modell der Migration).
Die Gesamtbilanz der Ein- und Auswanderung eines Gebietes für einen bestimmten Zeitraum ist die Wanderungsbilanz.